# エリック・ウルタド
エリック・ウルタド（Erik Hurtado、1990年11月15日 - ）は、アメリカ合衆国出身のサッカー選手。コロンバス・クルー所属。ポジションはFW。

## クラブ経歴
2013年1月17日のMLSスーパードラフトで1巡目(全体5位)にバンクーバー・ホワイトキャップスに指名された。2014年5月10日のコロンバス・クルー戦でMLS初ゴールを決め、クラブのシーズン初勝利に貢献した。
2018年12月14日、2020年MLSスーパードラフトの2巡目指名権と2021年MLSスーパードラフトの1巡目指名権と引き換えにスポルティング・カンザスシティにトレードされた。
2021年2月16日、1年の契約でCFモントリオールに移籍した。

2021年7月8日、COVID-19ワクチンの接種を拒否したことから、コロンバス・クルーに20万ドルの金銭トレードで移籍した。